# Olympische Sommerspiele 1920/Leichtathletik
| Plakat der Spiele                                      | Plakat der Spiele                                      | Plakat der Spiele                                      | Plakat der Spiele                                      | Plakat der Spiele                                      | Plakat der Spiele                                      |
| Olympische Spiele 1920 Medaillenspiegel Leichtathletik | Olympische Spiele 1920 Medaillenspiegel Leichtathletik | Olympische Spiele 1920 Medaillenspiegel Leichtathletik | Olympische Spiele 1920 Medaillenspiegel Leichtathletik | Olympische Spiele 1920 Medaillenspiegel Leichtathletik | Olympische Spiele 1920 Medaillenspiegel Leichtathletik |
| Platz                                                  | Mannschaft                                             | Goldmedaillen                                          | Silbermedaillen                                        | Bronzemedaillen                                        | Total                                                  |
| ------------------------------------------------------ | ------------------------------------------------------ | ------------------------------------------------------ | ------------------------------------------------------ | ------------------------------------------------------ | ------------------------------------------------------ |
| 1                                                      | USA                                                    | 9                                                      | 12                                                     | 8                                                      | 29                                                     |
| 2                                                      | Finnland                                               | 9                                                      | 4                                                      | 3                                                      | 17                                                     |
| 3                                                      | Großbritannien                                         | 4                                                      | 4                                                      | 4                                                      | 12                                                     |
| 4                                                      | Italien                                                | 2                                                      | –                                                      | 2                                                      | 4                                                      |
| 5                                                      | Schweden                                               | 1                                                      | 3                                                      | 10                                                     | 14                                                     |
| 6                                                      | Frankreich                                             | 1                                                      | 2                                                      | 1                                                      | 4                                                      |
| 7                                                      | Südafrikanische Union                                  | 1                                                      | 1                                                      | 1                                                      | 3                                                      |
| 8                                                      | Kanada                                                 | 1                                                      | –                                                      | –                                                      | 1                                                      |
| 8                                                      | Norwegen                                               | 1                                                      | –                                                      | –                                                      | 1                                                      |
| 10                                                     | Australien                                             | –                                                      | 1                                                      | –                                                      | 1                                                      |
| 10                                                     | Dänemark                                               | –                                                      | 1                                                      | –                                                      | 1                                                      |
| 10                                                     | Estland                                                | –                                                      | 1                                                      | –                                                      | 1                                                      |

Bei den VII. Olympischen Spielen 1920 in Antwerpen fanden 29 Wettkämpfe in der Leichtathletik statt. Mit 509 Teilnehmern war die Anzahl der Sportler in der Leichtathletik gegenüber früheren Olympischen Spielen deutlich gesunken. Aber es war ein Wunder, dass weniger als zwei Jahre nach dem Ersten Weltkrieg solch ein Großereignis stattfinden konnte – und das auch noch in einem Land, das von diesen Kriegsereignissen in besonderer Weise betroffen war.

## Stadion

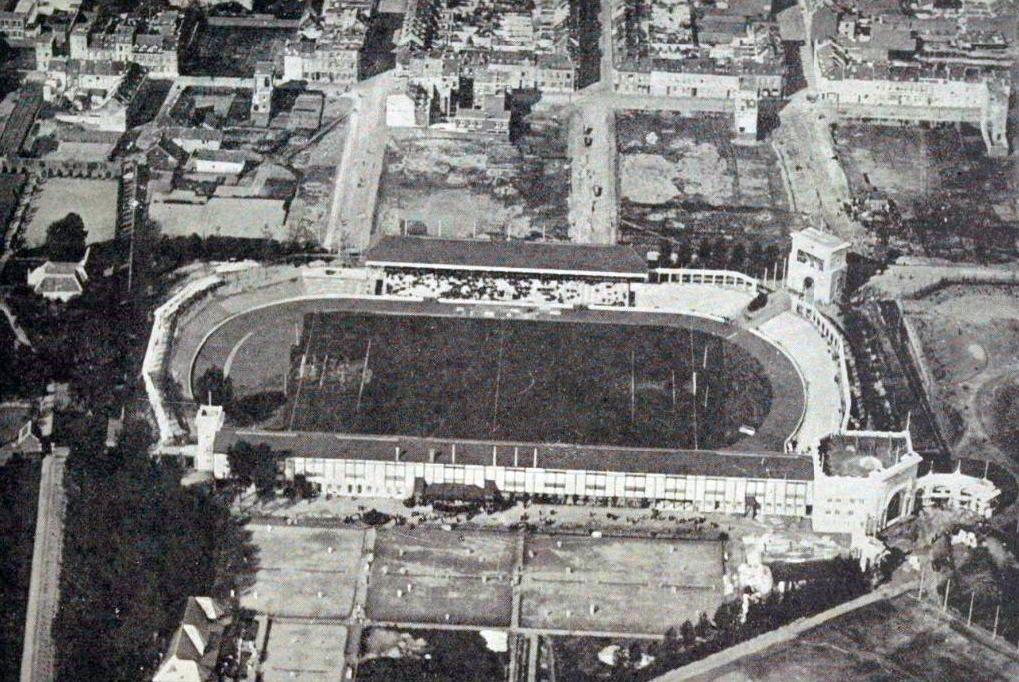
Das Antwerpener Olympiastadion

Die Laufwettbewerbe wurden auf der in Eile errichteten 400-Meter-Rundbahn des 'Champs de Beerschot' ausgetragen. Antwerpen hatte die Austragung der Spiele erst im Jahre 1919 übertragen bekommen, sodass hier nicht viel Zeit geblieben war. Die Bahn hatte keine besonders gute Qualität. Darüber hinaus regnete es häufig. So waren die Voraussetzung für gute Leistungen nicht gerade günstig. In der Folge gab es in den flachen Laufstrecken keinen einzigen olympischen Rekord. Anders war das in den Hürdenläufen, wo auf beiden Strecken sogar Weltrekorde aufgestellt wurden.

## Teilnehmer
Weniger teilnehmende Athleten – es waren 509 – gab es auch deshalb, weil fünf Nationen nach den Kriegsereignissen nicht dabei sein durften. Dies waren Deutschland, Österreich, Bulgarien, Ungarn und die Türkei. Auch Sowjetrussland entsandte keine Sportler zu diesen Spielen.
In der Leichtathletik waren weiterhin nur Männer teilnahmeberechtigt. Erste Wettbewerbe für Frauen kamen bei Olympischen Spielen erst 1928 ins Programm.

## Wettbewerbe
Wie bei allen Olympischen Spielen zuvor kam es auch in Antwerpen wieder zu Änderungen im Wettkampfangebot. Allerdings nahm das Programm mehr und mehr die Formen an, wie wir sie heute kennen.
- Gestrichen wurden folgende fünf Disziplinen:
  - die beiden Standsprungwettbewerbe Hoch- und Weitsprung aus dem Stand
  - die drei beidarmigen Stoß-/Wurfwettkämpfe zum Kugelstoßen, Diskuswurf und Speerwurf.
- Folgende vier Disziplinen kamen neu oder wieder ins Programm:
  - die lange Hürdenstrecke über 400 Meter Hürden
  - der 3000-Meter-Hindernislauf
  - als zweiter Gehsportwettbewerb das 3000-Meter-Gehen
  - als Wurfdisziplin der Gewichtweitwurf, der allerdings nur eine einmalige Wiederauferstehung hatte.

## Sportliche Erfolge
So kurz nach dem Ende des Ersten Weltkriegs konnte das sportliche Leistungsniveau noch nicht wieder auf der Höhe sein, wie es ansonsten bei einem solchen Großereignis zu erwarten wäre. Immerhin gab es auch einige Rekorde.
- 5 Weltrekorde:
  - 110-Meter-Hürdenlauf: Harold Barron, USA – 15,0 s. Halbfinale am 17. August
  - 110-Meter-Hürdenlauf: Earl Thomson, Kanada – 14,8 s. Finale am 18. August
  - 400-Meter-Hürdenlauf: Frank Loomis, USA – 54,0 s. Finale am 16. August
  - 4-mal-100-Meter-Staffel: USA (Charles Paddock, Jackson Scholz, Loren Murchison, Morris Kirksey) – 42,2 s. Finale am 22. August
  - Stabhochsprung: Frank Foss, USA – 4,09 m. Finale am 20. August
- 1 Weltbestleistung:
  - Marathonlauf: Hannes Kolehmainen, Finnland – 2:32:35,8 h. Rennen am 22. August
- 6 Olympische Rekorde:
  - 3000-Meter-Hindernislauf: Percy Hodge, Großbritannien – 10:00,4 min. Finale am 20. August
  - 3000-Meter-Gehen: Ugo Frigerio, Italien – 13:14,2 min. Finale am 21. August
  - Hochsprung: Richmond Landon, USA – 1,935 m. Finale am 17. August
  - Speerwurf: Jonni Myyrä, Finnland – 65,78 m. Finale am 15. August
  - Gewichtweitwurf: Pat McDonald, USA – 11,265 m. Finale am 21. August
  - Zehnkampf: Helge Løvland, Norwegen – 6803,355 P nach offizieller Wertung (5803 P nach heutiger Wertung von 1985). 11./12. Juli

Erfolgreichste Nation war mit neun Goldmedaillen und einer Gesamtzahl von 29 Medaillen einmal mehr die USA. Aber das kleine Finnland – hier zum ersten Mal als eigenständige Nation und nicht als Teil von Russland am Start – war sehr stark geworden und gewann ebenfalls neunmal Gold. Großbritannien – Irland immer noch als Teil des sogenannten Vereinigten Königreichs – stellte vier Olympiasieger, aus Italien waren es zwei.
Erfolgreichster Teilnehmer war schon hier in Antwerpen der Finne Paavo Nurmi. Er gewann dreimal Gold – 10.000 Meter, 8000 Meter Querfeldein Einzelwertung, 8000 Meter Querfeldein Mannschaftswertung – und einmal Silber – 5000 Meter.

Drei Sportler erzielten je zwei Olympiasiege:
- Charles Paddock, USA – Gold: 100 Meter und 4-mal 100 Meter; darüber hinaus: Silber 200 Meter
- Albert Hill, Großbritannien – Gold: 800 und 1500 Meter; darüber hinaus: Silber 3000-Meter-Mannschaftslauf
- Ugo Frigerio, Italien – Gold: 3000-Meter- und 10.000-Meter-Gehen.

Es gab darüber hinaus zwei Sportler, die bereits bei zuvor ausgetragenen Olympischen Spielen siegreich waren:
- Hannes Kolehmainen, Finnland – Marathonlauf: 1912 Olympiasieger auf den Bahnlangstrecken über 5000 und 10.000 Meter sowie im Querfeldeinlauf, damit jetzt vierfacher Olympiasieger
- Pat McDonald, USA – Gewichtweitwurf: 1912 Olympiasieger im Kugelstoßen, damit jetzt zweifacher Olympiasieger

## Resultate

### 100 m
| Platz | Athlet          | Land | Zeit (s) |
| ----- | --------------- | ---- | -------- |
| 1     | Charles Paddock | USA  | 10,8     |
| 2     | Morris Kirksey  | USA  | 10,8     |
| 3     | Harry Edward    | GBR  | 10,9     |
| 4     | Jackson Scholz  | USA  | 10,9     |
| 5     | Émile Ali-Khan  | FRA  | 11,1     |
| 6     | Loren Murchison | USA  | k. A.    |

Finale: 16. August

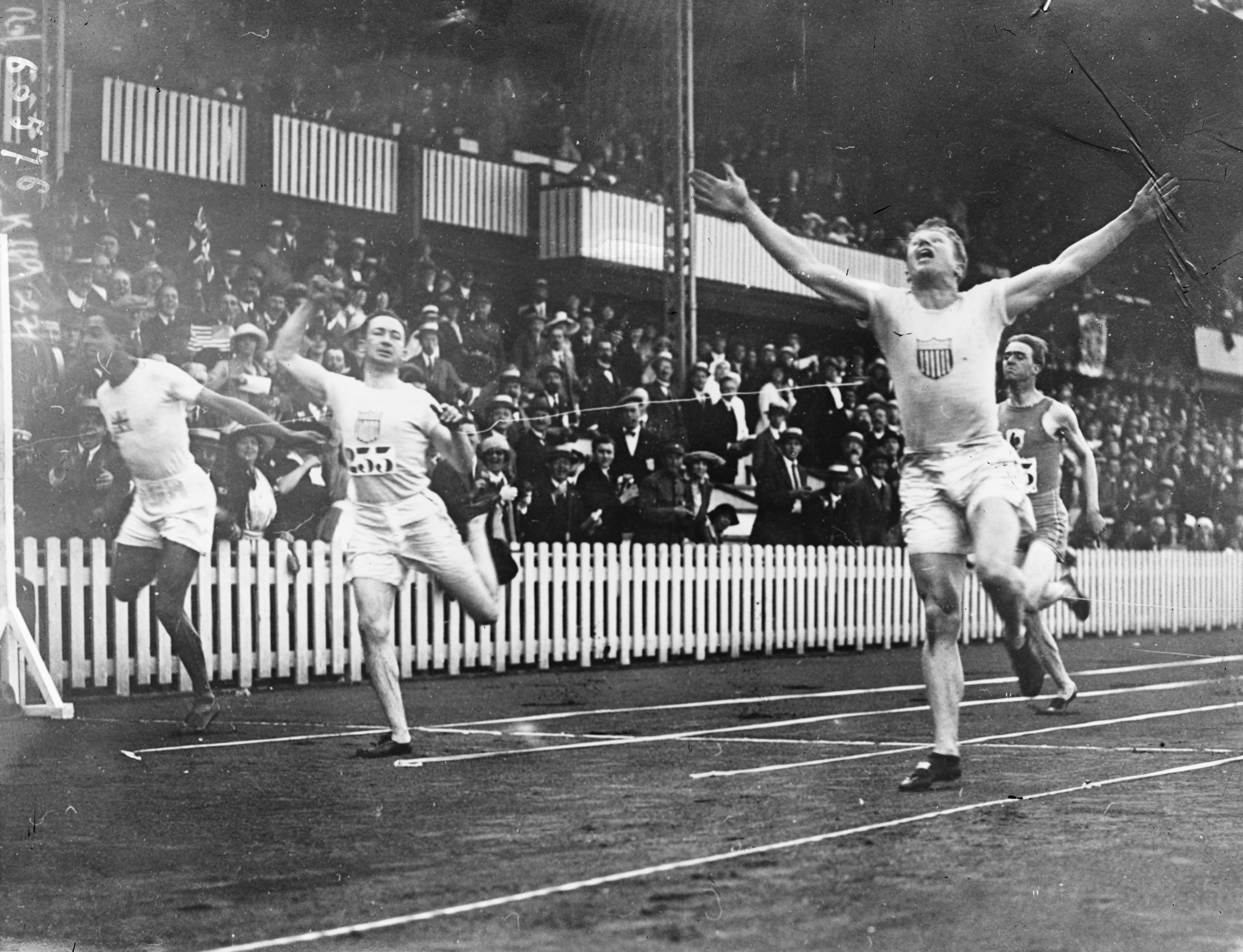
Zieleinlauf des 100-Meter-Finales

In Antwerpen sah man bei Olympischen Spielen erstmals den bereits berühmten Zielsprung des Charles Paddock. Morris Kirksey wirkte bei all seinen zahlreichen Rennen gegen Paddock immer gehemmt, weil er von dieser Zielsprungtechnik seines Gegners so beeindruckt war. Loren Murchison hatte das Rennen durch ein Missverständnis vor dem Start bereits verloren. Ein Kampfrichter ermahnte ihn, die Hände hinter der Startlinie zu platzieren, was Murchison als Aufforderung für alle zum Aufstehen deutete. Mitten in seine Bewegung aufzustehen hinein fiel jetzt der Startschuss, sodass Murchison nur noch hoffnungslos abgeschlagen hinterher laufen konnte.
In vielen Quellen ist für Murchison die Zeit von 11,2 s angegeben, was allerdings angesichts der Startprobleme nicht stimmig sein kann. Entsprechend ist hier die u. g. Literatur von Ekkehard zur Megede Grundlage für Murchisons Endzeit, die dort ohne Angabe bleibt. Auch für andere Läufer sind dort teilweise andere Zeiten benannt, die allerdings höchstens um eine Zehntelsekunde abweichen.

### 200 m
| Platz | Athlet          | Land | Zeit (s) |
| ----- | --------------- | ---- | -------- |
| 1     | Allen Woodring  | USA  | 22,0     |
| 2     | Charles Paddock | USA  | 22,0     |
| 3     | Harry Edward    | GBR  | 22,2     |
| 4     | Loren Murchison | USA  | 22,2     |
| 5     | George Davidson | NZL  | 22,4     |
| 6     | Jack Oosterlaak | RSA  | 22,4     |

Finale: 20. August

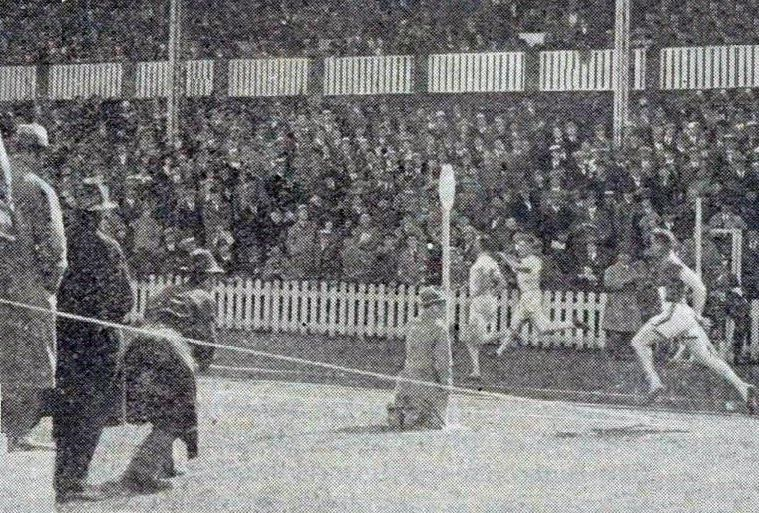
Allen Woodring im Ziel des 200-Meter-Finales vor Charles Paddock

Auch über 200 Meter setzte Charles Paddock wieder seinen Zielsprung ein. Dieses Mal hatte er jedoch keinen Erfolg, denn Allen Woodring war zu stark und wurde Olympiasieger vor Paddock. Harry Edward, der im Viertelfinale mit 22,0 s genauso schnell war wie der spätere Olympiasieger im Finale, gewann Bronze.

### 400 m
| Platz | Athlet               | Land | Zeit (s) |
| ----- | -------------------- | ---- | -------- |
| 1     | Bevil Rudd           | RSA  | 49,6     |
| 2     | Guy Butler           | GBR  | 49,9     |
| 3     | Nils Engdahl         | SWE  | 50,0     |
| 4     | Frank Shea           | USA  | 50,2     |
| 5     | John Ainsworth-Davis | GBR  | 50,4     |
| 6     | Henry Dafel          | RSA  | 50,4     |

Finale: 20. August

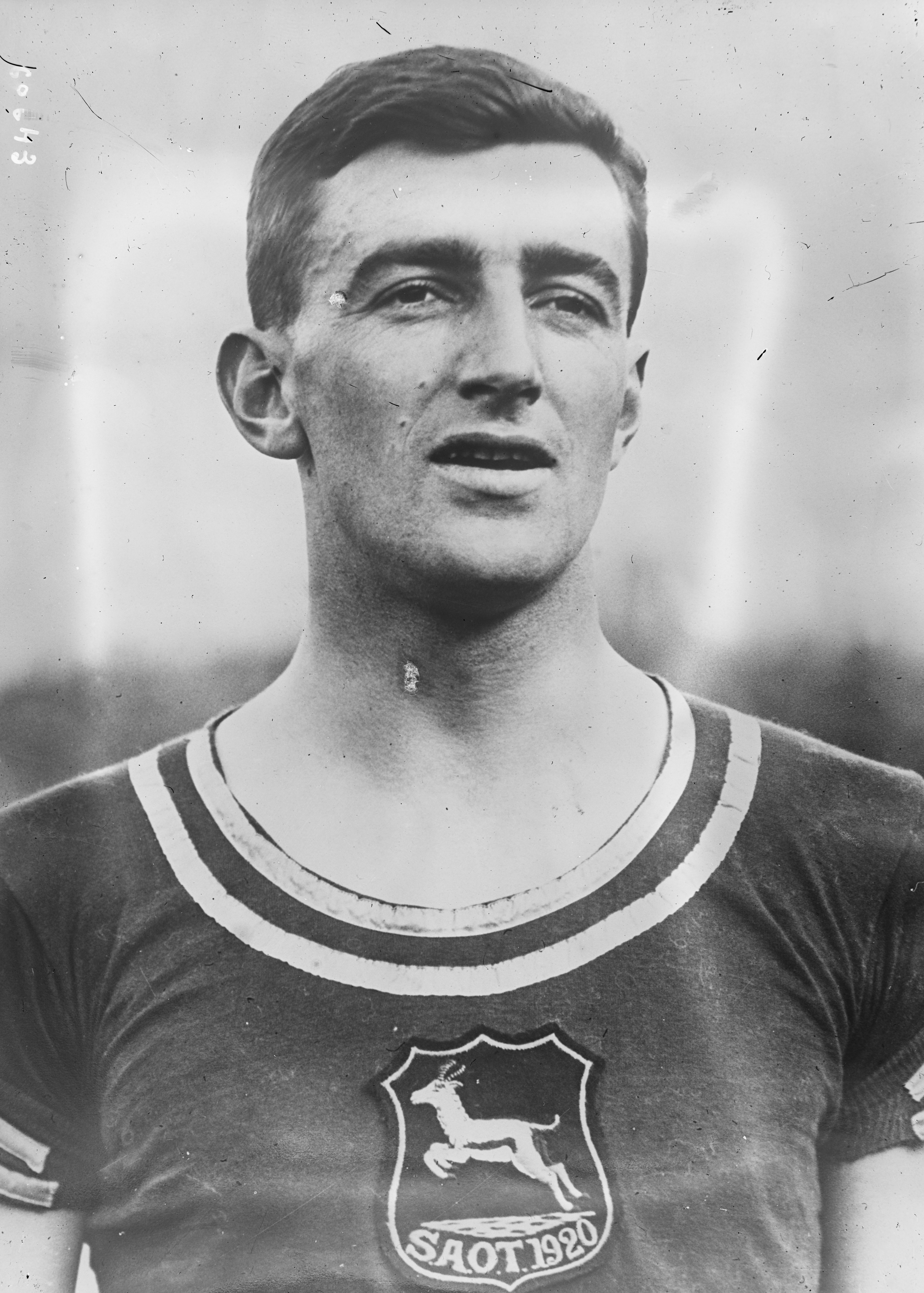
Olympiasieger Bevil Rudd

Die im Finale gelaufenen Zeiten waren angesichts Ted Merediths Weltrekords, der im Halbfinale ausgeschieden war, von 47,4 s schwach. Allerdings müssen der Zustand der Bahn und auch die Tatsache berücksichtigt werden, dass die Vorentscheidungen am selben Tag stattgefunden hatten wie das Finale.
Von der Überlegenheit der US-Amerikaner bei den letzten Spielen – dort war nur ein Läufer im Finale, der nicht aus den USA kam – war nichts mehr übrig geblieben. Siegreich war in einem klug eingeteilten Rennen der Südafrikaner Bevil Rudd.

### 800 m
| Platz | Athlet         | Land | Zeit (min) |
| ----- | -------------- | ---- | ---------- |
| 1     | Albert Hill    | GBR  | 1:53,4     |
| 2     | Earl Eby       | USA  | 1:53,7     |
| 3     | Bevil Rudd     | RSA  | 1:53,7     |
| 4     | Edgar Mountain | GBR  | 1:53,8     |
| 5     | Donald Scott   | USA  | 1:54,8     |
| 6     | Albert Sprott  | USA  | 1:56,4     |
| 7     | Adriaan Paulen | NED  | 1:56,4     |
| 8     | Paul Esparbès  | FRA  | 1:58,0     |

Finale: 17. August
Eingangs der Zielgeraden führte der spätere 400-Meter-Sieger Bevil Rudd. Albert Hill und Earl Eby sprinteten nun an Rudd vorbei. Hill verteidigte seinen Vorsprung gegen Eby und gewann seine erste von zwei Goldmedaillen bei diesen Spielen.

### 1500 m
| Platz | Athlet            | Land | Zeit (min) |
| ----- | ----------------- | ---- | ---------- |
| 1     | Albert Hill       | GBR  | 4:01,8     |
| 2     | Philip Noel-Baker | GBR  | 4:02,4     |
| 3     | Lawrence Shields  | USA  | 4:03,1     |
| 4     | Václav Vohralík   | TCH  | 4:04,6     |
| 5     | Sven Lundgren     | SWE  | 4:06,3     |
| 6     | André Audinet     | FRA  | 4:06,4     |
| 7     | Arturo Porro      | ITA  | 4:06,6     |
| 8     | Joie Ray          | USA  | 4:10,0     |

Finale: 19. August

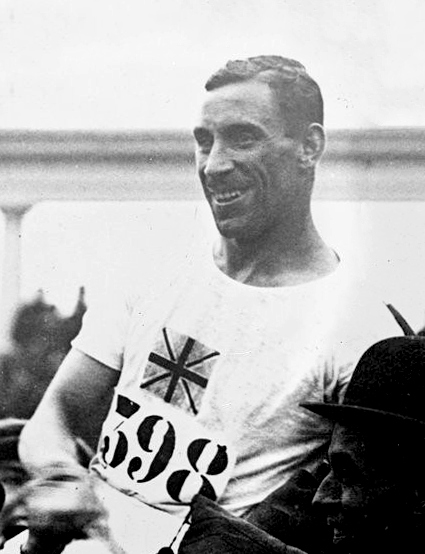
Albert Hill – Olympiasieger über 800 und 1500 Meter

Der US-Amerikaner Joie Ray war aufgrund seiner Erfolge bei den amerikanischen Meisterschaften über 1 Meile und den ausgezeichneten dort erzielten Zeiten Favorit für den 1500-Meter-Lauf. Doch wenige Tage vor dem Finale verletzte er sich und war chancenlos, obwohl er alles versuchte und zwischenzeitlich die Führung übernahm. Am Schluss kam Albert Hill zu seiner zweiten Goldmedaille vor seinem Landsmann Philip Noel-Baker und dem US-AmerikanerLawrence Shields. Philip Noel-Baker ging später in die Politik, hatte mehrere Ministerposten inne und setzte sich zeitlebens für Abrüstung und Frieden ein. Im Jahre 1959 erhielt er dafür den Friedensnobelpreis.

### 5000 m
| Platz | Athlet             | Land | Zeit (min) |
| ----- | ------------------ | ---- | ---------- |
| 1     | Joseph Guillemot   | FRA  | 14:55,6    |
| 2     | Paavo Nurmi        | FIN  | 15:00,0    |
| 3     | Eric Backman       | SWE  | 15:13,0    |
| 4     | Teodor Koskenniemi | FIN  | 15:17,0    |
| 5     | Joe Blewitt        | GBR  | 15:19,0    |
| 6     | William Seagrove   | GBR  | 15:21,0    |
| 7     | Carlo Speroni      | ITA  | k. A.      |
| 8     | Alfred Nichols     | GBR  | k. A.      |

Finale: 17. August

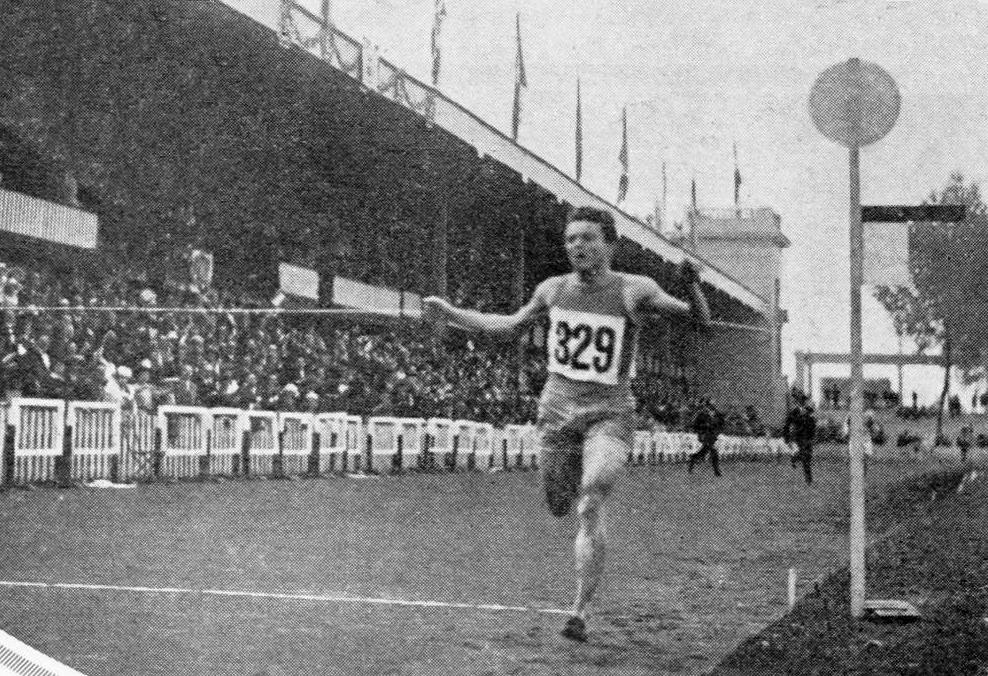
Olympiasieger Joseph Guillemot bei der Zielankunft im 5000-Meter-Finale

In diesem Rennen gewann der später legendäre Finne Paavo Nurmi seine erste olympische Medaille. Der Franzose Joseph Guillemot und Nurmi konnten sich schon bald nach dem Start vom Rest des Feldes absetzen. In der Zielkurve verschärfte Guillemot das Tempo und ließ dem Finnen mit einem brillanten Schlussspurt keine Chance. Der Franzose hatte sich trotz einer Gasvergiftung, die er im Ersten Weltkrieg erlitten hatte, zu einem so hervorragenden Langstreckenläufer entwickelt.

### 10.000 m
| Platz | Athlet               | Land | Zeit (min) |
| ----- | -------------------- | ---- | ---------- |
| 1     | Paavo Nurmi          | FIN  | 31:45,8    |
| 2     | Joseph Guillemot     | FRA  | 31:47,2    |
| 3     | James Wilson         | GBR  | 31:50,8    |
| 4     | Augusto Maccario     | ITA  | 32:02,0    |
| 5     | James Hatton         | GBR  | 32:14,0    |
| 6     | Jean-Baptiste Manhès | FRA  | 32:26,0    |
| 7     | Heikki Liimatainen   | FIN  | 32:28,0    |
| 8     | Fred Faller          | USA  | 32:38,0    |

Finale: 20. August

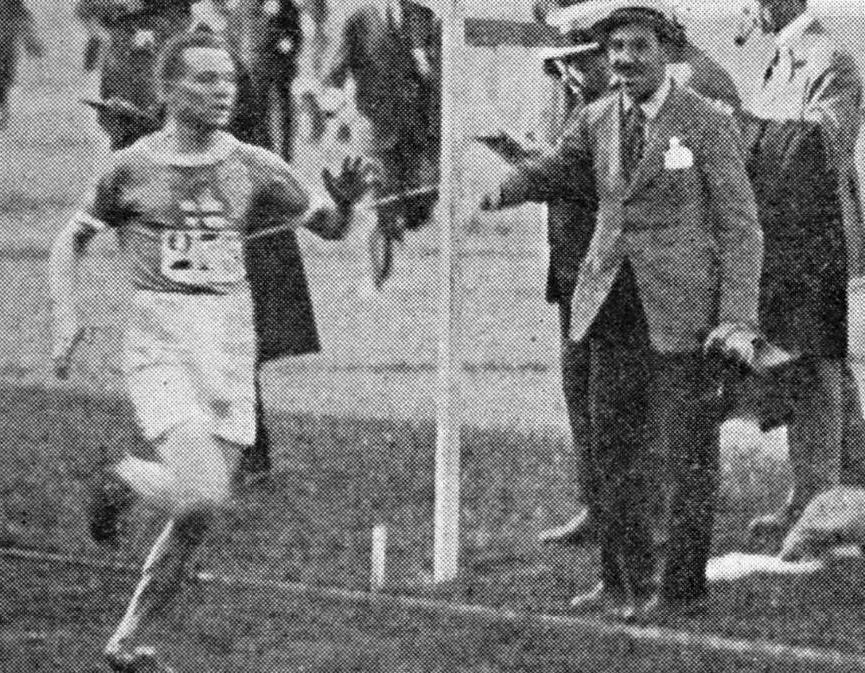
Paavo Nurmi errang in diesem Rennen seinen ersten von insgesamt neun Olympiasiegen

Am Tag vor dem Finale hatte es drei Vorläufe gegeben, aus denen sich die jeweils ersten Fünf für das Weiterkommen qualifiziert hatten. Zum Endlauf traten allerdings nur neun Läufer an. Der erwartete erneute Zweikampf zwischen Joseph Guillemot und Paavo Nurmi fand in der Anfangsphase nicht statt. Guillemot setzte sich gemeinsam mit dem späteren Dritten James Wilson ab und Nurmi hatte zeitweise bis zu zwanzig Meter Rückstand. Aber die beiden Führenden verschleppten das Tempo und Nurmi schloss wieder auf. Zweitausend Meter vor dem Ziel beschleunigte Guillemot, wurde jedoch seine beiden Gegner nicht los. Zu Beginn der letzten Runde begann Nurmi zu spurten und Wilson verlor den Anschluss. Guillemot und Nurmi liefen jetzt mit wechselnder Führung dem Ziel entgegen. Am Schluss setzte sich der Finne durch und drehte so die Reihenfolge vom 5000-Meter-Lauf um.

### Marathon
| Platz | Athlet             | Land | Zeit (h)         |
| ----- | ------------------ | ---- | ---------------- |
| 1     | Hannes Kolehmainen | FIN  | 2:32:35,8 WBL/OR |
| 2     | Jüri Lossmann      | EST  | 2:32:48,60000000 |
| 3     | Valerio Arri       | ITA  | 2:36:32,80000000 |
| 4     | Auguste Broos      | BEL  | 2:39:25,80000000 |
| 5     | Juho Tuomikoski    | FIN  | 2:40:18,80000000 |
| 6     | Sofus Rose         | DEN  | 2:41:18,00000000 |
| 7     | Joseph Organ       | USA  | 2:41:30,00000000 |
| 8     | Rudolf Hansen      | DEN  | 2:41:39,40000000 |

Datum: 22. August

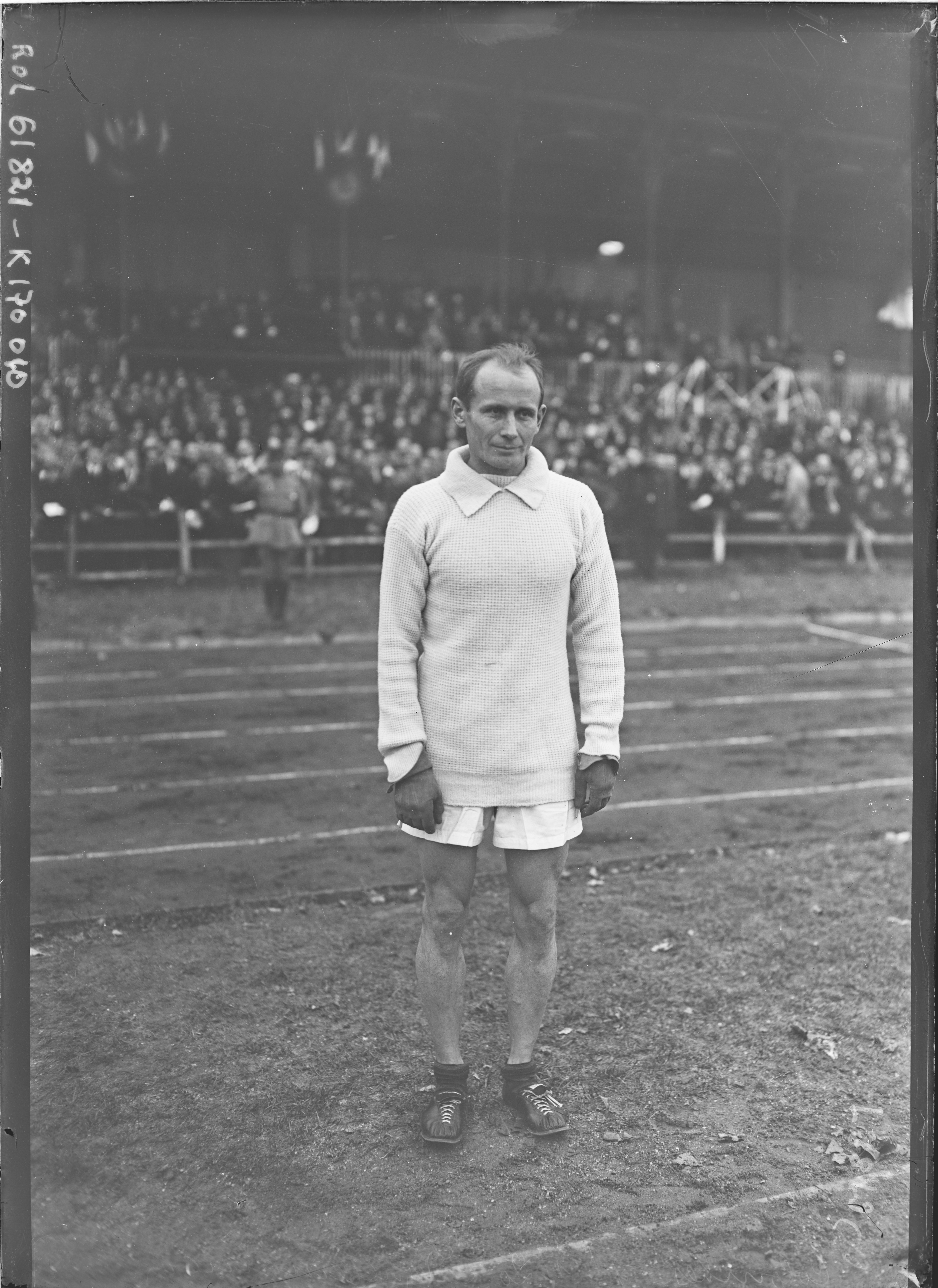
Hannes Kolehmainen – als Sieger des Marathonlaufs mit seiner vierten Goldmedaille

Offiziell angegebene Streckenlänge: 42,75 km
In diesem Rennen krönte der erste große finnische Langstreckenläufer Hannes Kolehmainen seine Laufbahn. Ihm war nach seinen drei Goldmedaillen von 1912 durch den kriegsbedingten Ausfall der für 1916 in Berlin geplanten Olympischen Spiele die Chance auf noch mehr Medaillen genommen worden.
Nach acht Kilometern hatte sich mit Kolehmainen, Christopher Gitsham – Olympiazweiter 1912 –, August Broos und Ettore Blasi eine vierköpfige Spitzengruppe gebildet. Am Wendepunkt waren Gitsham und Kolehmainen alleine vorn, 48 Sekunden dahinter folgten Broos und Blasi. Im weiteren Verlauf näherte sich von hinten der Außenseiter Jüri Lossmann aus Estland, dessen Bestzeiten über 5000 Meter und 10.000 Meter ca. vier Minuten langsamer waren als Kolehmainens. Lossmann schloss zu Kolehmainen auf und die beiden liefen einige Kilometer gemeinsam. Am Schluss konnte sich der Finne nur relativ knapp mit 12,8 Sekunden Vorsprung durchsetzen.
Die hier erzielte Zeit war eine Weltbestleistung – Weltrekorde werden im Marathonlauf nicht geführt – und gleichzeitig ein olympischer Rekord.

### 110 m Hürden
| Platz | Athlet                   | Land | Zeit (s) |
| ----- | ------------------------ | ---- | -------- |
| 1     | Earl Thomson             | CAN  | 14,8 WR  |
| 2     | Harold Barron            | USA  | 15,0000  |
| 3     | Feg Murray               | USA  | 15,2000  |
| 4     | Harry Wilson             | NZL  | 15,2000  |
| 5     | Walker Smith             | USA  | 15,3000  |
| 6     | Carl-Axel Christiernsson | SWE  | 15,5000  |

Finale: 18. August

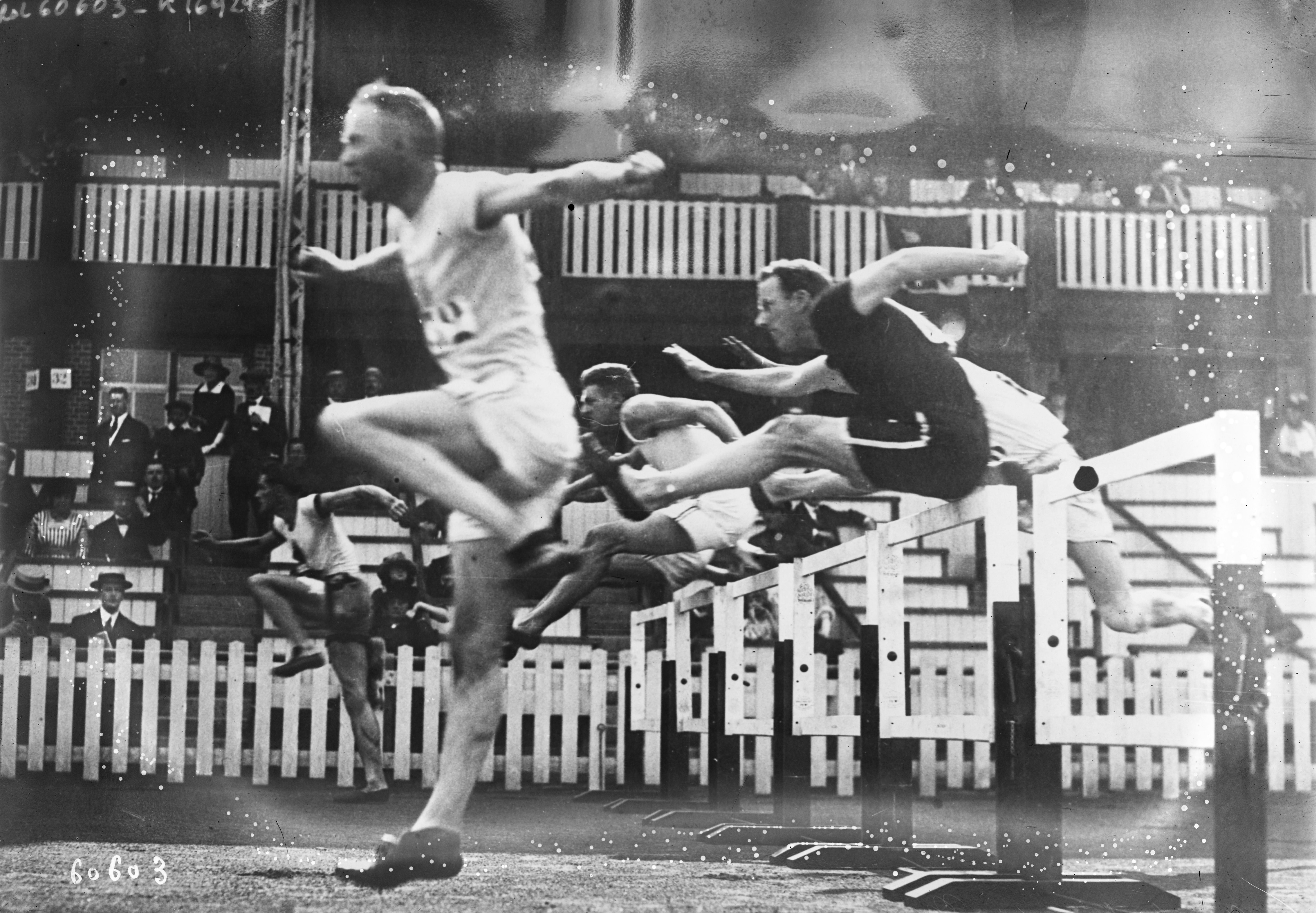
Ein Rennen über 110 Meter Hürden

Der Kanadier Earl Thomson hatte zusammen mit seinem US-amerikanischen Schwager Robert Simpson den Doppelarmstil entwickelt und trat hier als klarer Favorit an. Er hatte im Olympiajahr bereits 14,4 s über 120 Yards Hürden (120 Yards = 109,728 Meter) erzielt, die qualitativ weitaus besser waren als Forrest Smithsons 110-Meter-Hürden-Weltrekord von 15,0 s, jedoch wegen der minimal zu kurzen Distanz nicht anerkannt werden konnten. Thomson wurde seiner Favoritenrolle voll gerecht und verbesserte trotz der schlechten Bahnbedingungen den Weltrekord um zwei Zehntelsekunden.

### 400 m Hürden
| Platz | Athlet                   | Land | Zeit (s) |
| ----- | ------------------------ | ---- | -------- |
| 1     | Frank Loomis             | USA  | 54,0 WR  |
| 2     | John Norton              | USA  | 54,6000  |
| 3     | August Desch             | USA  | 54,7000  |
| 4     | Géo André                | FRA  | 54,8000  |
| 5     | Carl-Axel Christiernsson | SWE  | 55,4000  |
| 6     | Charles Daggs            | USA  | 57,5000  |

Finale: 16. August

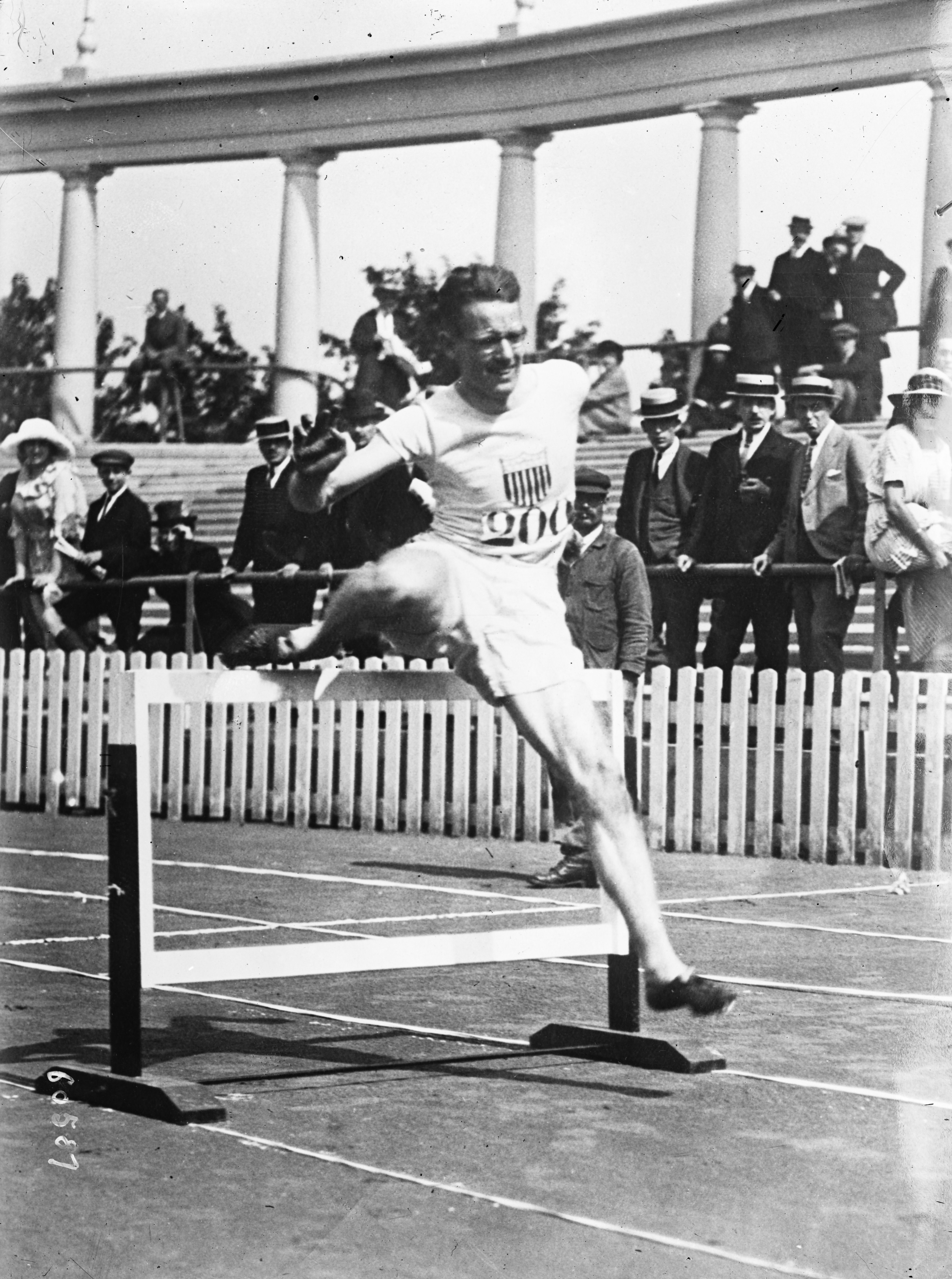
Frank Loomis – Olympiasieger mit Weltrekord

Auch über 400 Meter Hürden fiel trotz der schlechten Bahnverhältnisse der bestehende Weltrekord. Das schnellste Anfangstempo legte Géo André vor, der bereits bei den Olympischen Spielen 1908 teilgenommen und dort unter anderem Silber im Hochsprung errungen hatte, konnte dies jedoch nicht durchstehen und musste sich am Ende mit Platz vier zufriedengeben. Frank Loomis hatte sich das Rennen besser eingeteilt und gewann die Goldmedaille. Dabei verbesserte er den Weltrekord um genau eine Sekunde. John Norton wurde Zweiter knapp vor August Desch, die beide ebenfalls noch unter dem alten Weltrekord blieben. Hier gab es den einzigen Leichtathletikdreifacherfolg durch US-Athleten bei diesen Spielen.

### 3000 m Hindernis
| Platz | Athlet            | Land | Zeit (min) |
| ----- | ----------------- | ---- | ---------- |
| 1     | Percy Hodge       | GBR  | 10:00,4 OR |
| 2     | Patrick Flynn     | USA  | 10:21,0000 |
| 3     | Ernesto Ambrosini | ITA  | 10:32,0000 |
| 4     | Gustaf Mattsson   | SWE  | 10:32,1000 |
| 5     | Michael Devaney   | USA  | 10:34,3000 |
| 6     | Albert Hulsebosch | USA  | 10:37,7000 |
| 7     | Lars Hedwall      | SWE  | 10:42,2000 |
| 8     | Ray Watson        | USA  | 10:50,3000 |

Finale: 20. August

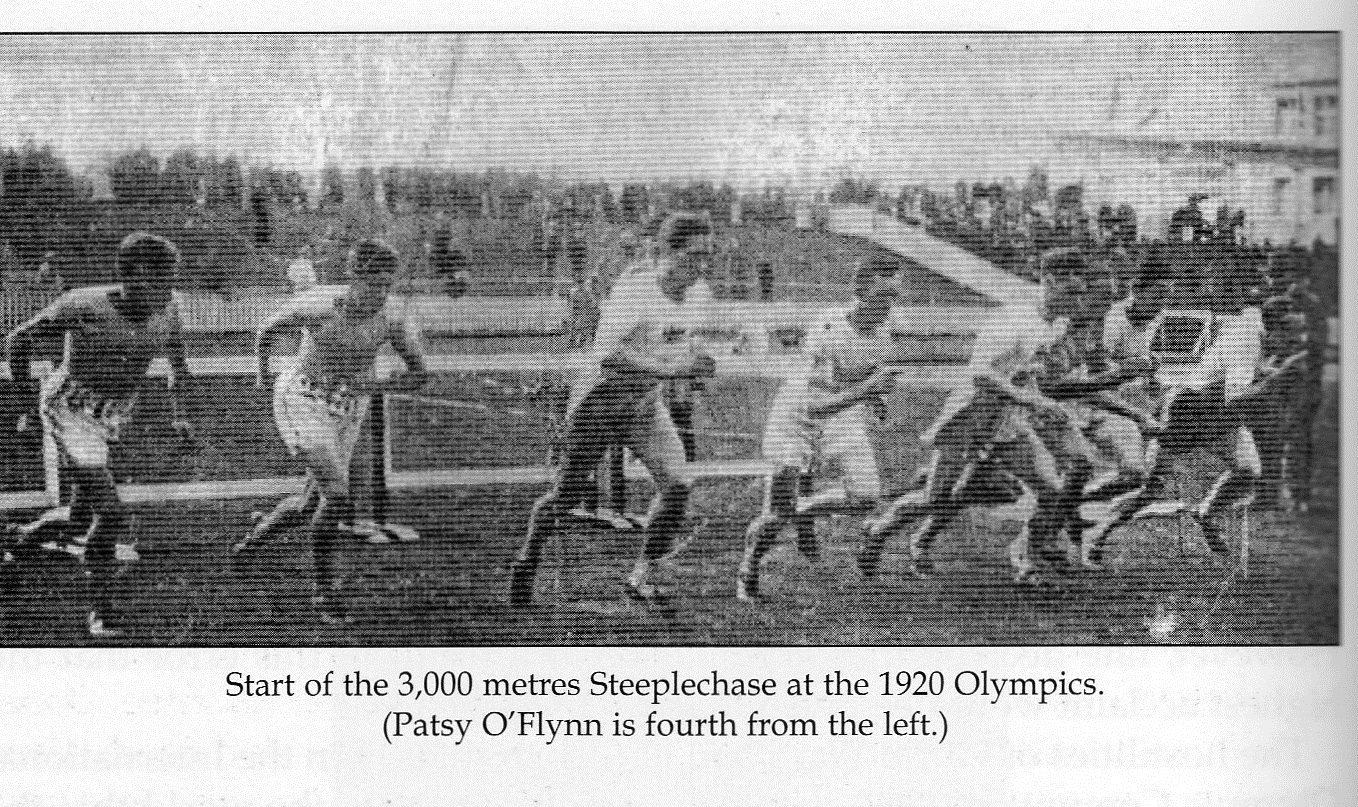
Start des 3000-Meter-Hindernis-Finales

Dieses Rennen wurde nicht auf der Rundbahn des Stadions ausgetragen, sondern fand auf einer Grasbahn statt. Mit dem Briten Percy Hodge gab es einen überlegenen Sieger, der mit fast zwanzig Sekunden Vorsprung Olympiasieger wurde. Die 10-Minuten-Marke verfehlte er dabei knapp, stellte aber einen neuen olympischen Rekord auf.

### 4 × 100 m Staffel
| Platz | Land           | Athleten                                                        | Zeit (s) |
| ----- | -------------- | --------------------------------------------------------------- | -------- |
| 1     | USA            | Charles Paddock Jackson Scholz Loren Murchison Morris Kirksey   | 42,2 WR  |
| 2     | Frankreich     | René Lorain René Tirard René Mourlon Émile Ali-Khan             | 42,5000  |
| 3     | Schweden       | Agne Holmström William Petersson Sven Malm Nils Sandström       | 42,8000  |
| 4     | Großbritannien | William Hill Harold Abrahams Denis Black Victor d’Arcy          | 43,0000  |
| 5     | Dänemark       | Henri Thorsen Fritiof Andersen August Sørensen Marinus Sørensen | 43,3000  |
| 6     | Luxemburg      | Jean Colbach Paul Hammer Jean Proess Alex Servais               | 43,6000  |

Finale: 22. August
Nach drei Vorläufen am Vortag stellten sich sechs Staffeln zum Finale. Auch die schlechten Bahnverhältnisse konnten die US-amerikanische Staffel nicht daran hindern, bei ihrem Sieg einen neuen Weltrekord aufzustellen. Der Wettbewerb hatte ein sehr hohes Niveau, Frankreich lag nur drei Zehntelsekunden hinter den USA auf Platz zwei und noch die sechstplatzierten Luxemburger hatten nur 1,4 Sekunden Rückstand auf die Sieger.

### 4 × 400 m Staffel
| Platz | Land           | Athleten                                                       | Zeit (min) |
| ----- | -------------- | -------------------------------------------------------------- | ---------- |
| 1     | Großbritannien | Cecil Griffiths Robert Lindsay John Ainsworth-Davis Guy Butler | 3:22,2     |
| 2     | Südafrika      | Henry Dafel Clarence Oldfield Jack Oosterlaak Bevil Rudd       | 3:23,4     |
| 3     | Frankreich     | Géo André Gaston Féry Maurice Delvart André Devaux             | 3:23,9     |
| 4     | USA            | George Schiller George Bretnall Ted Meredith Frank Shea        | 3:24,0     |
| 5     | Schweden       | Sven Krokström Sven Malm Eric Sundblad Nils Engdahl            | 3:24,7     |
| 6     | Belgien        | Jules Migeot Omer Corteyn Omer Smet François Morren            | 3:25,5     |

Finale: 23. August

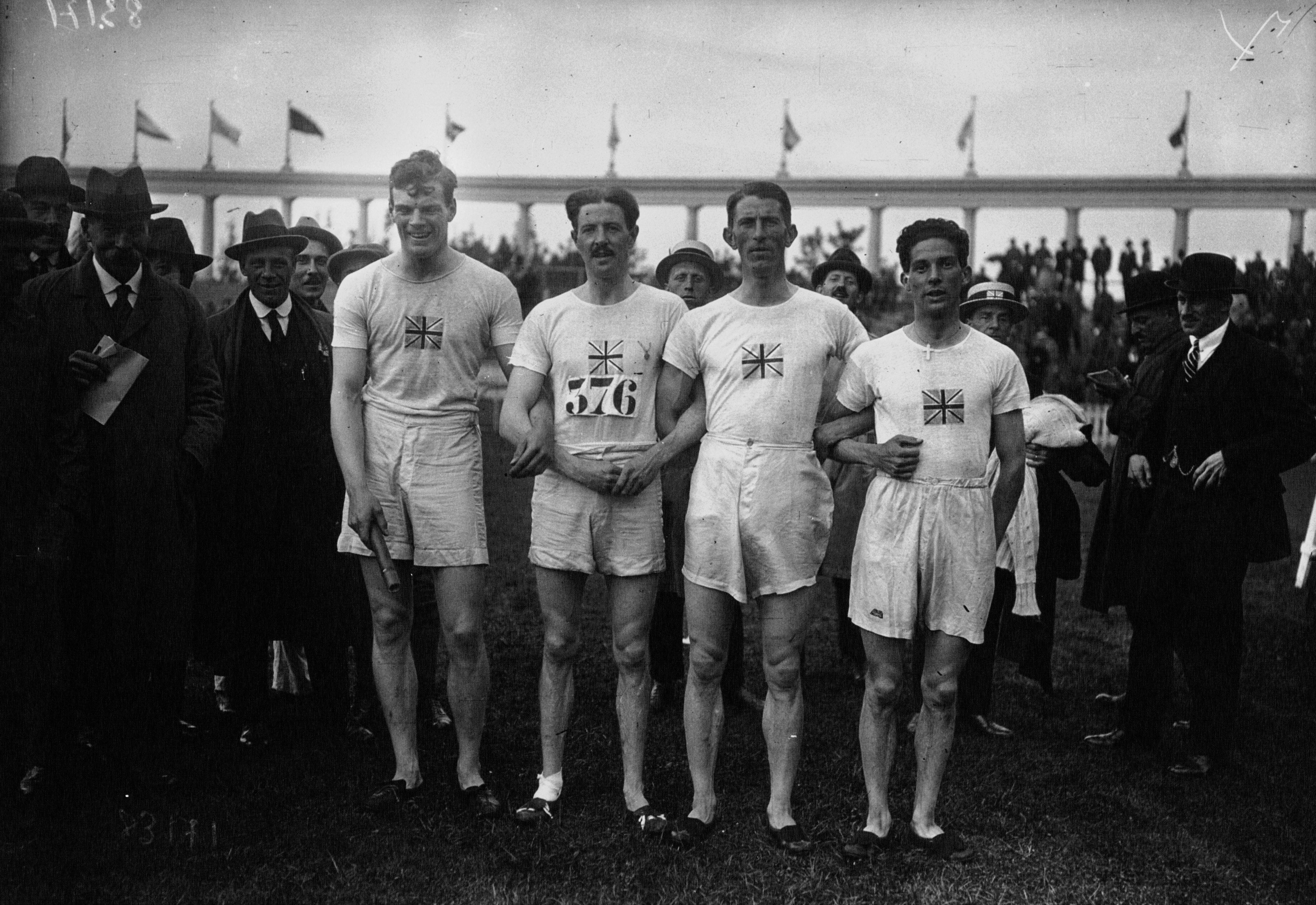
Das siegreiche britische Team (v. l. n. r.): Guy Butler, John Ainsworth-Davis, Robert Lindsay, Cecil Griffiths

Was die Organisatoren hier gedacht haben, ist nicht bekannt. Obwohl nur die für das Finale sowieso vorgesehene Anzahl von sechs Staffeln zum Wettbewerb antrat, wurden am Tag vor dem Finale zwei Vorläufe angesetzt und durchgeführt, aus denen sich dann alle beteiligten Teams für den Endlauf qualifizierten. Im 400-Meter-Einzellauf war schon deutlich geworden, dass die US-Läufer ihre Überlegenheit eingebüßt hatten. So gingen sie mit Platz vier hier auch medaillenleer aus. Die britische Staffel gewann die Goldmedaille vor Südafrika und Frankreich.
Im Gegensatz zur 4-mal-100-Meter-Staffel war die Qualität dieser längeren Staffel nicht hoch. Acht Jahre zuvor waren die siegreichen US-Läufer fast sechs Sekunden schneller gewesen.

### 3000 m Mannschaft
| Platz | Land           | Athleten | Platzziffer |
| ----- | -------------- | --- | ----------- |
| 1     | USA            | Horace Brown (1.) Arlie Schardt (3.) Ivan Dresser (6.) nicht in der Wertung: Lawrence Shields (8.) Michael Devaney (12.)  | 10          |
| 2     | Großbritannien | Joe Blewitt (5.) Albert Hill (7.) William Seagrove (8.) nicht in der Wertung: James Hatton (10.) Duncan McPhee (DNF)      | 20          |
| 3     | Schweden       | Eric Backman (2.) Sven Lundgren (10.) Edvin Wide (12.) nicht in der Wertung: Josef Holsner (20.)                          | 24          |
| 4     | Frankreich     | Armand Burtin (4.) Gaston Heuet (11.) Edmond Brossard (15.) nicht in der Wertung: Lucien Duquesne (21.) René Vignaud DNF) | 30          |
| 5     | Italien        | Ernesto Ambrosini (9.) Augusto Maccario (13.) Carlo Speroni (14.) nicht in der Wertung: Carlo Martinenghi (19.)           | 36          |

Finale: 22. August
Sechs Mannschaften starteten zu diesem Wettbewerb. Auch hier bleibt es rätselhaft, wie es zur Einteilung der Vorläufe kam und wozu diese angesetzt wurden. Im ersten Vorlauf traten vier Teams an, von denen das letzte ausschied. Der zweite Vorlauf wurde mit zwei Mannschaften ausgetragen, die sich beide für das Finale qualifizierten…
Die Rangfolge ergab sich aus der Addition der Platzierungen der gewerteten Athleten des jeweiligen Landes, es handelte sich also um eine Platzzifferwertung. Finnland verzichtete auf eine Teilnahme und überraschend gewannen die Läufer der USA dieses Rennen.

### Querfeldeinlauf

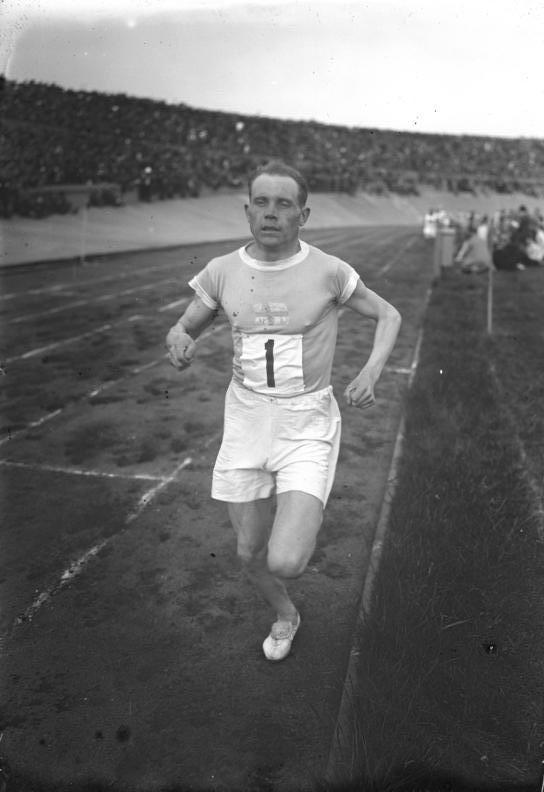
Paavo Nurmi errang in diesem Rennen den ersten von insgesamt neun Olympiasiegen

Der Querfeldeinlauf, in den englischsprachigen Ländern und heute auch bei uns als Crosslauf bezeichnet, wurde hier zum zweiten und vorletzten Mal als olympischer Wettkampf ausgetragen. Es gab eine Einzel- und eine Mannschaftswertung. Die Streckenlänge betrug ca. acht km Nach den Olympischen Spielen 1924 wurde der Wettbewerb aus dem olympischen Programm gestrichen.

#### Einzelwertung
| Platz | Athlet                | Land | Zeit (min) |
| ----- | --------------------- | ---- | ---------- |
| 1     | Paavo Nurmi           | FIN  | 27:15,0    |
| 2     | Eric Backman          | SWE  | 27:17,6    |
| 3     | Heikki Liimatainen    | FIN  | 27:37,4    |
| 4     | James Wilson          | GBR  | 27:45,2    |
| 5     | Frank Hegarty         | GBR  | 27:57,0    |
| 6     | Teodor Koskenniemi    | FIN  | 27:57,2    |
| 7     | Julien Van Campenhout | BEL  | 28:00,0    |
| 8     | Gaston Heuet          | FRA  | 28:10,0    |

Datum: 23. August
Für Paavo Nurmi, vor diesen Spielen noch ein unbekannter Läufer, wurde dieses Rennen zu einem Triumph. Da es eine Mannschaftswertung gab und er starke finnische Kollegen hatte, konnte er gleich zwei Goldmedaillen mit einem Lauf gewinnen. Nurmi und der Schwede Eric Backman setzten sich früh ab. Joseph Guillemot, über 5000 und 10.000 Meter Nurmis schärfster Konkurrent, musste ca. drei Kilometer vor dem Ziel wegen einer Verstauchung das Rennen aufgeben. Der Finne bezwang seinen schwedischen Gegner im Schlussspurt.

#### Mannschaftswertung
| Platz | Land           | Athleten                                                                 | Punkte |
| ----- | -------------- | ------------------------------------------------------------------------ | ------ |
| 1     | Finnland       | Paavo Nurmi (1.) Heikki Liimatainen (3.) Teodor Koskenniemi (6.)         | 10     |
| 2     | Großbritannien | James Wilson (4.) Frank Hegarty (5.) Alfred Nichols (12.)                | 21     |
| 3     | Schweden       | Eric Backman (2.) Gustaf Mattsson (10.) Hilding Ekman (11.)              | 23     |
| 4     | USA            | Patrick Flynn (9.) Fred Faller (13./15.) Max Böhland (14./16.)           | 36     |
| 5     | Frankreich     | Gaston Heuet (8.) Gustave Lauvaux (15./17.) Joseph Servella (17./21.)    | 40     |
| 6     | Belgien        | Julien Van Campenhout (7.) Henri Smets (20./33.) Aimé Proot (21./36.)    | 48     |
| 7     | Dänemark       | Albert Andersen (16./20.) Henrik Sørensen (19./27.) Jón Jónsen (20./28.) | 55     |

Datum: 23. August
Wie im 3000-Meter-Mannschaftslauf ergab sich die Rangfolge alleine aus der Addition der Platzierungen der einzelnen Läufer des jeweiligen Landes, es handelte sich also auch hier um eine Platzziffer-Wertung.

### 3000 m Gehen
| Platz | Athlet         | Land | Zeit (min) |
| ----- | -------------- | ---- | ---------- |
| 1     | Ugo Frigerio   | ITA  | 13:14,2 OR |
| 2     | George Parker  | AUS  | 13:19,6000 |
| 3     | Richard Remer  | USA  | 13:22,2000 |
| 4     | Cecil McMaster | RSA  | 13:23,6000 |
| 5     | Thomas Maroney | USA  | 13:25,0000 |
| 6     | Charles Dowson | GBR  | 13:28,0000 |
| 7     | William Hehir  | GBR  | 13:29,8000 |
| 8     | Winfred Rolker | USA  | 13:30,4000 |

Finale: 21. August
Nach seinem Olympiasieg im 10.000-Meter-Gehen gewann Ugo Frigerio auch über die kürzere Distanz die Goldmedaille. Gegangen wurde auf der Bahn im Olympiastadion, es handelte sich also wie bei dem Wettbewerb über die längere Distanz um ein Bahngehen. Über diese Streckenlänge wurde die Disziplin nur einmal als olympischer Wettbewerb ausgetragen.

### 10.000 m Gehen
| Platz | Athlet         | Land | Zeit (min) |
| ----- | -------------- | ---- | ---------- |
| 1     | Ugo Frigerio   | ITA  | 48:06,2    |
| 2     | Joseph Pearman | USA  | 49:40,2    |
| 3     | Charles Gunn   | GBR  | 49:43,9    |
| 4     | Cecil McMaster | RSA  | 50:04,0    |
| 5     | William Hehir  | GBR  | 50:11,8    |
| 6     | Thomas Maroney | USA  | 50:24,4    |
| 7     | Jean Seghers   | BEL  | 50:32,4    |
| 8     | Antoine Doyen  | BEL  | 56:30,0    |

Finale: 18. August
Ugo Frigerio war der überragende Geher seiner Zeit und gewann diesen Wettbewerb mit einem Riesenvorsprung. Bis Streckenhälfte konnte der spätere Silbermedaillengewinner Joseph Pearman noch mithalten und hatte sogar teilweise geführt. Aber auf den zweiten fünf Kilometern war Pearman Frigerios Tempo nicht mehr gewachsen. Beide Gehwettbewerbe bei diesen Spielen wurden auf der Aschenbahn im Olympiastadion, also als Bahngehen, ausgetragen.

### Hochsprung

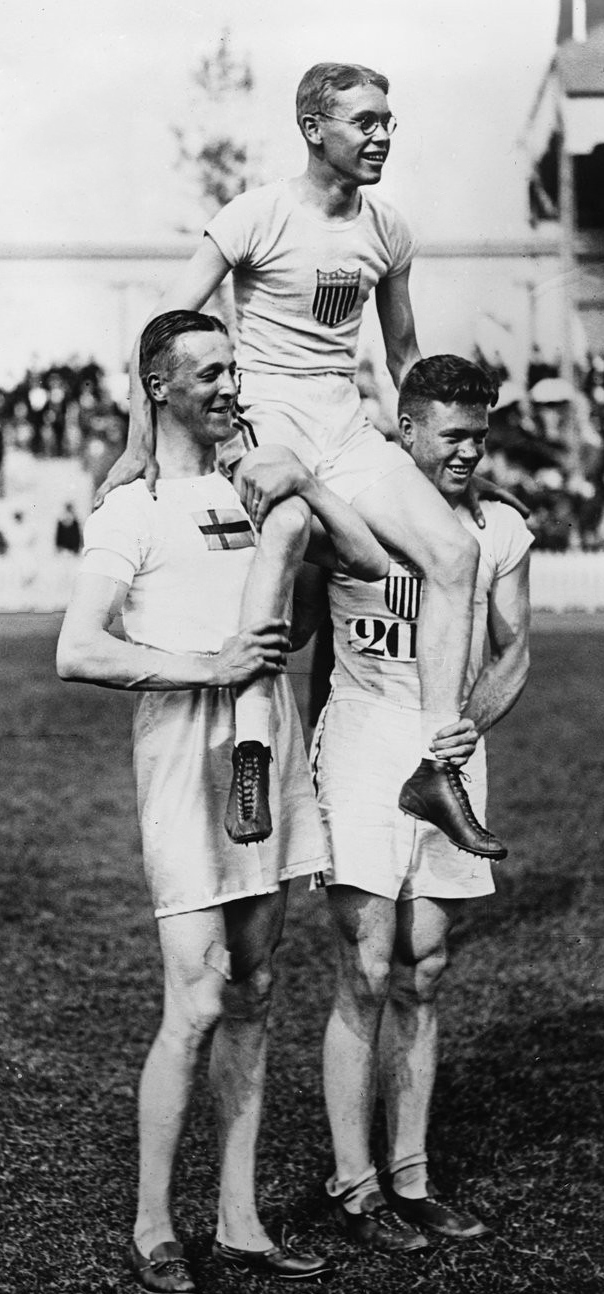
Die Medaillengewinner (v. l. n. r.): Bo Ekelund, Richmond Landon, Harold Muller

| Platz | Athlet          | Land | Höhe (m) |
| ----- | --------------- | ---- | -------- |
| 1     | Richmond Landon | USA  | 1,935 OR |
| 2     | Harold Muller   | USA  | 1,900000 |
| 3     | Bo Ekelund      | SWE  | 1,900000 |
| 4     | Walter Whalen   | USA  | 1,850000 |
| 5     | John Murphy     | USA  | 1,850000 |
| 6     | Howard Baker    | GBR  | 1,850000 |
| 7     | Einar Thulin    | SWE  | 1,800000 |
| 7     | Pierre Lewden   | FRA  | 1,800000 |

Finale: 17. August
Die Bedingungen für diesen Wettbewerb waren katastrophal. Dauerregen hatte den Anlaufbereich in einen Morast verwandelt. Die Organisatoren versuchten, mit Torfaufschüttungen Abhilfe zu schaffen, was allerdings wenig Besserung brachte.
Als es um den Olympiasieg ging, bewältigte alleine Richmond Landon die vermeintlich aufgelegte Höhe von 1,94 m, was ihm in seinem zweiten Versuch gelang. Beim Nachmessen stellte sich heraus, dass es nur 1,935 m waren. Für den Ausgang war dies unerheblich, Landon gewann Gold und hatte auch mit seinen 1,935 m trotz der miserablen Verhältnisse einen neuen olympischen Rekord aufgestellt. Dieser war allerdings um siebeneinhalb Zentimeter niedriger als der bestehende Weltrekord.
Da es immer noch keine Mehrversuchs- oder Fehlversuchsregeln gab, wurde um die Silber- bzw. Bronzemedaille ein Stechen durchgeführt, das Harold Muller für sich entschied. So ging Bronze an Bo Ekelund. Auch um Platz vier gab es ein Steche, welches Edward Knourek vor Ernfrid Rydberg für sich entschied.

### Stabhochsprung
| Platz | Athlet            | Land | Höhe (m) |
| ----- | ----------------- | ---- | -------- |
| 1     | Frank Foss        | USA  | 4,09 WR  |
| 2     | Henry Petersen    | DEN  | 3,70000  |
| 3     | Edwin Myers       | USA  | 3,60000  |
| 4     | Edward Knourek    | USA  | 3,60000  |
| 5     | Ernfrid Rydberg   | SWE  | 3,60000  |
| 6     | Laurits Jørgensen | DEN  | 3,60000  |
| 7     | Eldon Jenne       | USA  | 3,60000  |
| 8     | Georg Högström    | SWE  | 3,50000  |

Finale: 20. August

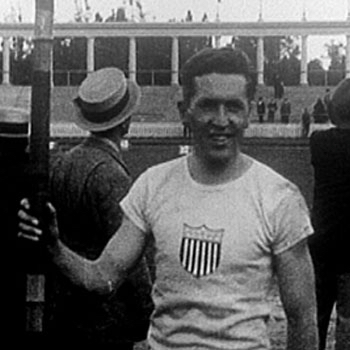
Olympiasieger Frank Voss steigerte den Weltrekord um sieben Zentimeter

Als die Sprunghöhe von 3,80 m aufgelegt wurde, waren nur noch Frank Foss und der 19-jährige Henry Petersen im Wettbewerb, die beide 3,70 m übersprungen hatten. Dabei hatte Edwin Myers doch etwas enttäuscht, denn ihm waren bei den US-amerikanischen Meisterschaften gemeinsam mit Frank Foss 3,99 m gelungen. Im Stichkampf um die Bronzemedaille, der unter gleich vier Springern stattfand, konnte Meyers sich wenigstens Platz drei sichern. Vorne aber ging es für Foss nur noch um die Frage, ob ihm neben dem ab 3,80 m sicheren Olympiasieg auch noch ein Weltrekord gelingen würde. So ließ er die Latte auf 4,10 m legen – acht Zentimeter über dem bestehenden Weltrekord – und übersprang die Höhe auf Anhieb. Beim Nachmessen zeigte sich, dass es tatsächlich 4,09 m waren. Diese Höhe ging in die Statistiken ein.

### Weitsprung
| Platz | Athlet            | Land | Weite (m) |
| ----- | ----------------- | ---- | --------- |
| 1     | William Petersson | SWE  | 7,150     |
| 2     | Carl Johnson      | USA  | 7,095     |
| 3     | Erik Abrahamsson  | SWE  | 7,080     |
| 4     | Dink Templeton    | USA  | 6,950     |
| 5     | Erling Aastad     | NOR  | 6,885     |
| 6     | Rolf Franksson    | SWE  | 6,730     |
| 7     | Sol Butler        | USA  | 6,600     |
| 8     | Einar Ræder       | NOR  | 6,585     |

Finale: 18. August

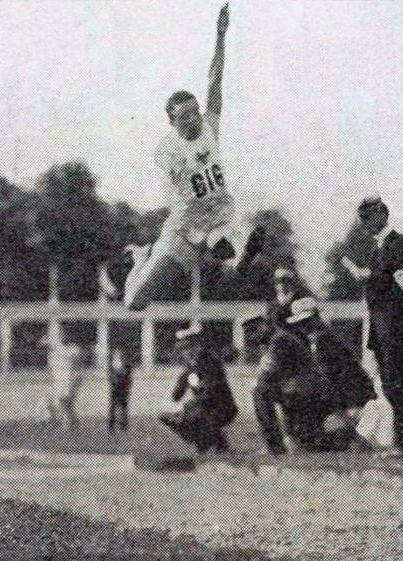
Olympiasieger William Petersson

Die US-amerikanischen Olympiaausscheidungen hatte Sol Butler gewonnen und dabei ausgezeichnete 7,52 m erzielt, sodass er als Favorit nach Antwerpen fuhr. Doch in der Qualifikation verletzte er sich bei seinem ersten Sprung und es blieb ihm nur Platz sieben. Bei wie beim Hochsprung eigentlich unzumutbarem morastigem Anlauf blieben die Leistungen unter Wert. William Petersson sorgte mit 7,15 m für einen schwedischen Sieg. Er änderte seinen Namen später in William Björnemann.

### Dreisprung
| Platz | Athlet          | Land | Weite (m) |
| ----- | --------------- | ---- | --------- |
| 1     | Vilho Tuulos    | FIN  | 14,505    |
| 2     | Folke Jansson   | SWE  | 14,480    |
| 3     | Erik Almlöf     | SWE  | 14,270    |
| 4     | Ivar Sahlin     | SWE  | 14,175    |
| 5     | Sherman Landers | USA  | 14,170    |
| 6     | Dan Ahearn      | USA  | 14,080    |
| 7     | Ossian Nylund   | FIN  | 13,740    |
| 8     | Howard Baker    | GBR  | 13,675    |

Finale: 21. August

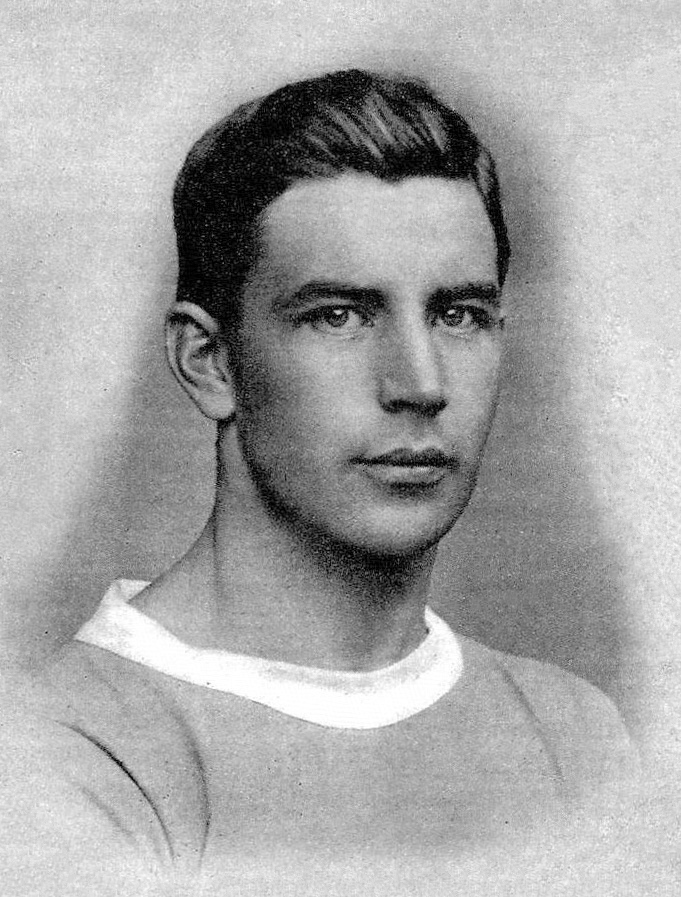
Vilho Tuulos – Olympiasieger mit sehr knappem Vorsprung

Wie schon beim Weitsprung blieben die Athleten mit ihren Leistungen allesamt deutlich unter ihren Möglichkeiten, was v. a. an den schlechten Rahmenbedingungen lag. Weltrekordler Dan Ahearn schaffte es so gerade, sich für den Endkampf zu qualifizieren, kam jedoch nicht über Platz sechs hinaus. Ville Tuulos erzielte seine Siegesweite bereits im Vorkampf zwei Tage vor dem Finale. Die dort gesprungenen Weiten gingen wie damals üblich mit in die Gesamtwertung ein, und da niemand mehr weiter springen konnte, wurde der Finne mit 14,505 m Olympiasieger.

### Kugelstoßen
| Platz | Athlet           | Land | Weite (m) |
| ----- | ---------------- | ---- | --------- |
| 1     | Ville Pörhölä    | FIN  | 14,810    |
| 2     | Elmer Niklander  | FIN  | 14,155    |
| 3     | Harry Liversedge | USA  | 14,150    |
| 4     | Pat McDonald     | USA  | 14,080    |
| 5     | Einar Nilsson    | SWE  | 13,870    |
| 6     | Harald Tammer    | EST  | 13,605    |
| 7     | George Bihlman   | USA  | 13,575    |
| 8     | Howard Cann      | USA  | 13,520    |

Finale: 18. August

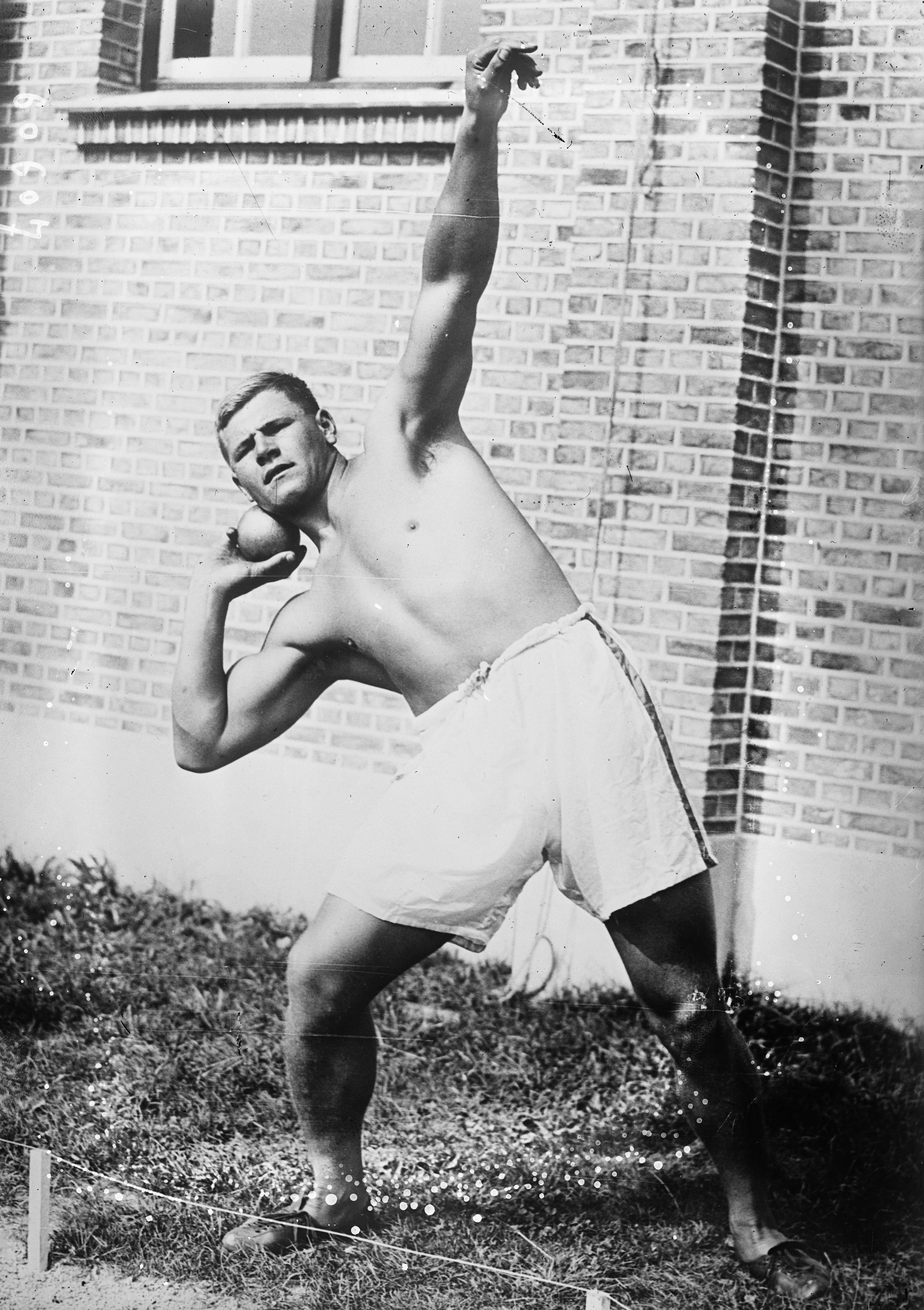
Olympiasieger Ville Pörhölä

Der Olympiasieger von 1912 Patrick McDonald war über seinen Leistungszenit hinaus und zudem durch eine Handverletzung gehandicapt. Er belegte Platz allerdings immer noch vier und sicherte sich drei Tage später im Gewichtweitwurf seine zweite olympische Goldmedaille. Der Olympiasieg im Kugelstoßen ging zum ersten Mal an einen Finnen. Ville Pörhölä gewann mit 14,81 m vor seinem Landsmann Elmer Niklander, der als eigentlicher Diskuswurfspezialist hier im Kugelstoßen überraschte.

### Diskuswurf
- Olympiasieger Elmer Niklander
(Foto: 1912 beim Kugelstoßen)

| Platz | Athlet           | Land | Weite (m) |
| ----- | ---------------- | ---- | --------- |
| 1     | Elmer Niklander  | FIN  | 44,685    |
| 2     | Armas Taipale    | FIN  | 44,190    |
| 3     | Gus Pope         | USA  | 42,130    |
| 4     | Oscar Zallhagen  | SWE  | 41,070    |
| 5     | William Bartlett | USA  | 40,875    |
| 6     | Allan Eriksson   | SWE  | 39,410    |
| 7     | Valther Jensen   | DEN  | 38,230    |
| 8     | Ville Pörhölä    | FIN  | 38,190    |

Finale: 22. August

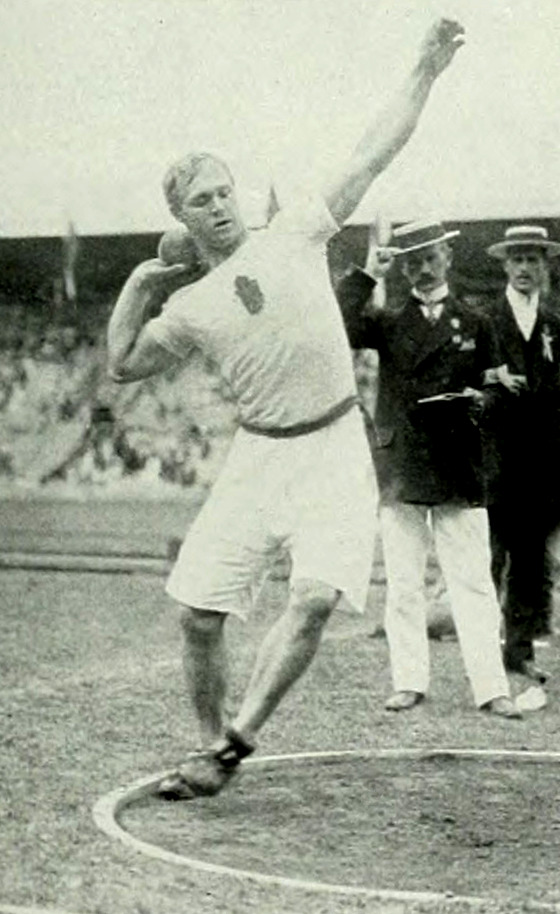
Olympiasieger Elmer Niklander (Foto: 1912 beim Kugelstoßen)

Armas Taipale, der Olympiasieger von 1912, trug mit seiner Silbermedaille zu einem finnischen Doppelsieg bei, den es bereits im Kugelstoßen gegeben hatte. Die Goldmedaille gewann der Olympiazweite vom Kugelstoßen, auch Diskuswurfvierter von 1912, Elmer Niklander.

### Hammerwurf
| Platz | Athlet           | Land | Weite (m) |
| ----- | ---------------- | ---- | --------- |
| 1     | Pat Ryan         | USA  | 52,875    |
| 2     | Carl Johan Lind  | SWE  | 48,430    |
| 3     | Basil Bennett    | USA  | 48,250    |
| 4     | Malcolm Svensson | SWE  | 47,290    |
| 5     | Matt McGrath     | USA  | 46,670    |
| 6     | Tom Nicolson     | GBR  | 45,700    |
| 7     | Nils Linde       | SWE  | 44,885    |
| 8     | James McEachern  | USA  | 44,700    |

Finale: 19. August

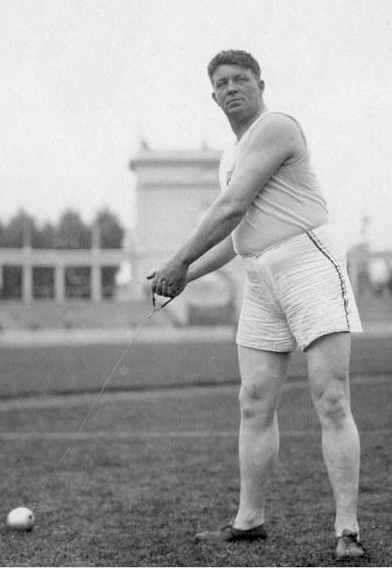
Olympiasieger Pat Ryan

Patrick Ryan war schon viele Jahre als Hammerwerfer aktiv. Für die Olympischen Spiele 1908 hatte ihn sein irischer Verband nicht aufgestellt. 1912 gehörte er nach seiner Auswanderung in die Vereinigten Staaten zu den besten Hammerwerfern der Welt, konnte jedoch nicht zu den Spielen in Stockholm fahren, da er noch nicht die US-amerikanische Staatsbürgerschaft hatte. Nun, acht Jahre später, war es für Ryan endlich so weit. Mit 37 Jahren war er erstmals Olympiateilnehmer. 1913 hatte er den Weltrekord auf 57,77 m geschraubt, ein Weltrekord der 25 Jahre Bestand hatte. In Antwerpen wurde er seiner Favoritenrolle gerecht und gewann mit mehr als vier Metern Vorsprung die Goldmedaille. Sein Vorgänger Matthew McGrath verletzte sich im zweiten Durchgang und wurde Fünfter.

### Speerwurf
| Platz | Athlet              | Land | Weite (m) |
| ----- | ------------------- | ---- | --------- |
| 1     | Jonni Myyrä         | FIN  | 65,780 OR |
| 2     | Urho Peltonen       | FIN  | 63,605000 |
| 3     | Pekka Johansson     | FIN  | 63,095000 |
| 4     | Juho Saaristo       | FIN  | 62,395000 |
| 5     | Aleksander Klumberg | EST  | 62,390000 |
| 6     | Gunnar Lindström    | SWE  | 60,520000 |
| 7     | Milton Angier       | USA  | 59,275000 |
| 8     | Erik Blomqvist      | SWE  | 58,180000 |

Finale: 15. August

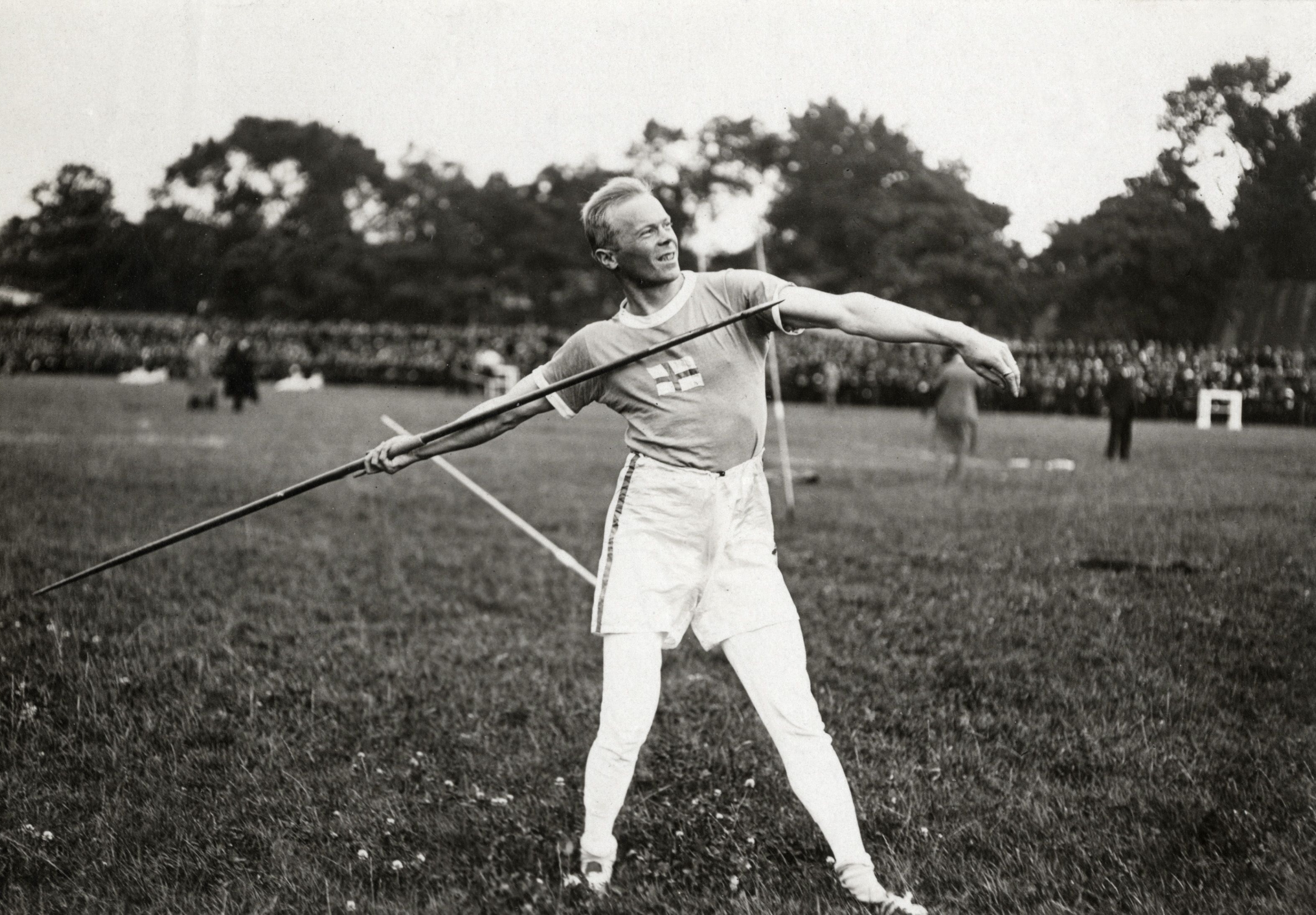
Jonni Myyrä – Olympiasiege im Speerwurf

Im Speerwurf gelang den Finnen der einzige Vierfacherfolg eines Landes der Leichtathletikwettbewerbe bei diesen Spielen – über 400 Meter Hürden hatte es einen Dreifacherfolg der US-Athleten gegeben. Der Olympiasieger von 1912 Juho Saaristo belegte hier den vierten Platz. Olympiasieger wurde Jonni Myyrä, der mit 65,78 m seinen eigenen Weltrekord von 66,10 m nur knapp verfehlte.

### Gewichtweitwurf

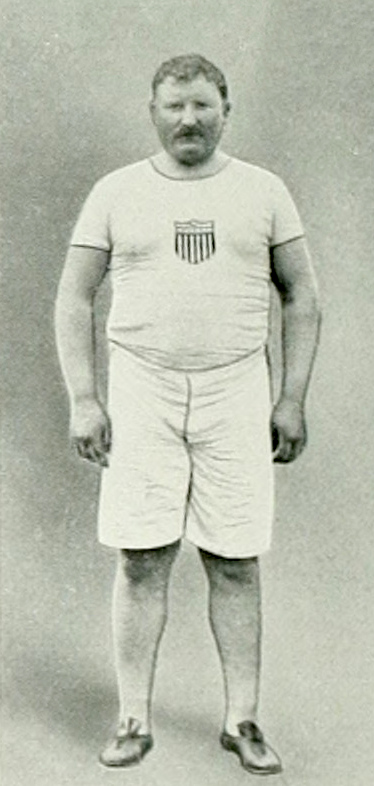
Pat McDonald (hier im Jahr 1912), 1912 Olympiasieger im Kugelstoßen, errang diesmal Gold im Gewichtwurf

| Platz | Athlet           | Land | Weite (m) |
| ----- | ---------------- | ---- | --------- |
| 1     | Pat McDonald     | USA  | 11,265 OR |
| 2     | Pat Ryan         | USA  | 10,965000 |
| 3     | Carl Johan Lind  | SWE  | 10,250000 |
| 4     | Archie McDiarmid | CAN  | 10,120000 |
| 5     | Malcolm Svensson | SWE  | 9,45500   |
| 6     | Johan Pettersson | FIN  | 9,37500   |
| 7     | Edward Roberts   | USA  | 9,36000   |
| 8     | Elmer Niklander  | FIN  | 8,86500   |

Finale: 21. August
Drei Tage nach dem Kugelstoßen kam Patrick McDonald doch noch zu einer Goldmedaille bei den Spielen von Antwerpen. Matthew McGrath, einer seiner größten Konkurrenten, konnte wegen seiner Verletzung vom Hammerwurf nicht antreten. McDonald wurde mit der olympischen Rekordweite von 11,265 m der letzte Olympiasieger in dieser Disziplin, denn der Gewichtweitwurf verschwand nach diesen Spielen aus dem olympischen Programm.

### Fünfkampf
| Platz | Athlet              | Land | Platzziffer           | 10kampf-Wertung |
| ----- | ------------------- | ---- | --------------------- | --------------- |
| 1     | Eero Lehtonen       | FIN  | 14                    | k. A.           |
| 2     | Everett Bradley     | USA  | 24                    | k. A.           |
| 3     | Hugo Lahtinen       | FIN  | 26                    | 3576,305        |
| 4     | Robert LeGendre     | USA  | 26                    | 3534,365        |
| 5     | Helge Løvland       | NOR  | 27                    | 3.695,375       |
| 6     | Brutus Hamilton     | USA  | 27                    | 3.510,060       |
| 7     | Bertil Ohlson       | SWE  | 30                    | k. A.           |
| 8     | Aleksander Klumberg | EST  | nach 4 Disziplinen 8. | k. A.           |

Datum: 16. August
Der Fünfkampf bestand aus den Disziplinen Weitsprung, Speerwurf, 200-Meter-Lauf, Diskuswurf und 1500-Meter-Lauf. Er wurde nach den annähernd selben Regeln durchgeführt wie bei seiner olympischen Premiere 1912. Zur vierten Disziplin wurden die bis dahin fünfzehn Besten zugelassen, zur fünften nur noch die sieben Besten. Die Punktzahl ergab sich aus Addition der Einzelplatzierung der Athleten in den jeweiligen Disziplinen, war also eine Platzzifferwertung. Nur bei Gleichstand entschied die Punktzahl der Zehnkampftabelle über die Platzierung. Das war der Fall für die Plätze drei und vier sowie fünf und sechs. Kurioserweise wäre bei durchgängiger Anwendung der Zehnkampftabelle wie im Zehnkampf Helge Løvland Olympiasieger geworden.

### Zehnkampf
| Platz | Athlet                 | Land | P – offiz. Wert. | P – 85er Wert. |
| ----- | ---------------------- | ---- | ---------------- | -------------- |
| 1     | Helge Løvland          | NOR  | 6803,355         | 5803           |
| 2     | Brutus Hamilton        | USA  | 6771,085         | 5714           |
| 3     | Bertil Ohlson          | SWE  | 6580,030         | 5640           |
| 4     | Gösta Holmér           | SWE  | 6532,150         | 5576           |
| 5     | Evert Nilsson          | SWE  | 6433,530         | 5371           |
| 6     | Valdemar Wickholm      | FIN  | 6405,460         | 5647           |
| 7     | Eugene Vidal           | USA  | 6358,570         | 5489           |
| 8     | Axel-Erik Gyllenstolpe | SWE  | 6331,435         | 5482           |

Datum: 20. und 21. August

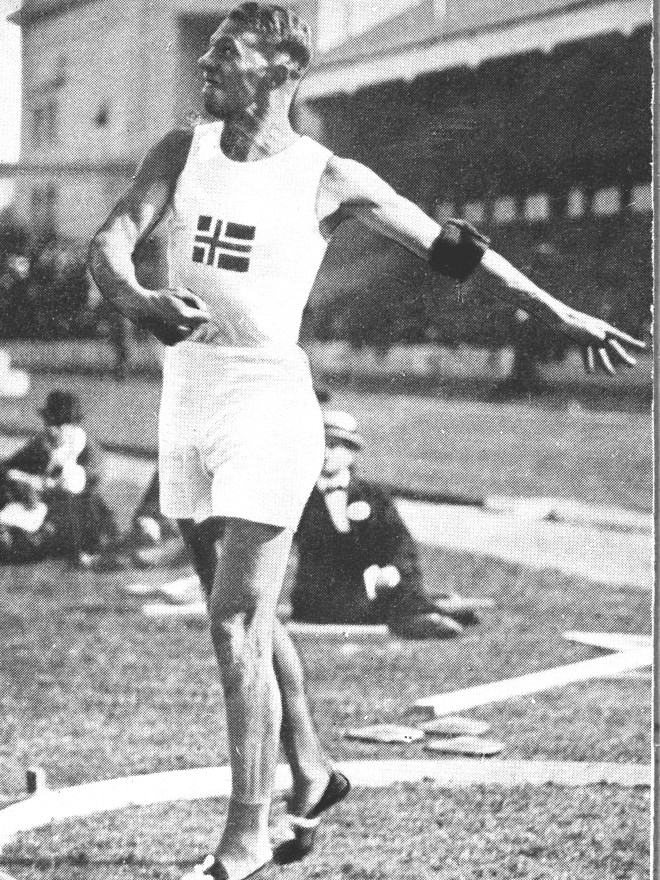
Zehnkampf-Olympiasieger Helge Løvland

Der Zehnkampf bestand wie schon bei den Olympischen Spielen 1912 aus denselben Disziplinen wie heute. Nun wurde der Wettbewerb auch wie heute üblich an zwei Tagen durchgeführt, während es 1912 noch drei gewesen waren. Auch die Reihenfolge der Disziplinen war nun dieselbe wie heute noch. 1920 gab es ein neues Wertungssystem, deshalb sind die offiziellen Punktzahlen der Zehnkämpfe von 1912 und 1920 nicht direkt miteinander vergleichbar.
Nach seinem fünften Platz im Fünfkampf gewann Helge Løvland im Zehnkampf die Goldmedaille vor dem Fünfkampf-Sechsten Brutus Hamilton. Die Leistungen lagen weit unter dem Niveau des Olympiasiegers von 1912 Jim Thorpe. Der Olympiazweite von 1912 Hugo Wieslander hätte hier auch noch knapp vor Løvland gelegen. Allerdings waren die Rahmenbedingungen in Stockholm deutlich besser gewesen als hier in Antwerpen.
Zur besseren Einordnung der Leistung sind die nach heutigem Wertungssystem umgerechneten Punktzahlen mit angegeben. Nach dieser heute gültigen Tabelle hätte es Abweichungen in der Platzierungsreihenfolge gegeben. Aber diese Vergleiche sind nur Anhaltswerte, denn als Grundlage müssen die jeweils unterschiedlichen Maßstäbe der Zeit gelten.
Video
- Olympiade in Antwerpen (Pathé News - 1920), youtube.com, abgerufen am 30. Mai 2021